# 观溪路街道
观溪路街道是中华人民共和国贵州省貴陽市乌当区下辖的一个街道办事处。

## 行政区划
观溪路街道下辖以下村级行政区划单位：
育新社区、环溪社区、金江苑社区、松溪社区、观云社区。